# 桐山紗知
桐山 紗知（きりやま さち、本名：国吉 紗知代（くによし さちよ）、1991年5月16日 - ）は大阪府大阪市出身の日本のタレント。
舞夢プロ所属

## 人物
- 中学のときは生徒副会長をしていた。
- 趣味は、ギター、空手（二級・茶帯）、水泳（メダル4つ）。
- 大阪市水泳大会のバタフライ部門で3位獲得したことがある。
- 人に感動を与えられる女優になることが将来の夢。
- プリンセス関西2010（プリカン）のファイナル（最終選考）でファンにダンクシュートを披露した。
- 夫はプロ野球選手の国吉佑樹。2014年3月に入籍し、4児を授かっている[2]。

## 来歴
- 2007年、見事Fashion Style オーディション第2回大会で準グランプリにランクインした。
- 2007年8月24日、楽天運営の楽天ブログにて公式ブログが開設された。

第1回大会Best5グランドチャンピオン大会に向けてのブログ開設
- 2007年10月4日、2008年度のKURI-ORIモデルに選ばれた。
- 2008年8月31日、2008年度のアイドルユニット「JK21」のメンバーに選ばれる。
- 2009年11月、JK21を卒業する。
- 2010年9月、関西最大級のミスコンプリンセス関西2010（プリカン）に出場。ファイナリストに選ばれた。
- 2011年6月、桐山紗知に改名
- 2014年3月14日、プロ野球・横浜DeNAベイスターズ[注 1]の国吉佑樹投手と結婚[1]。

## 出演作品

### テレビドラマ
- 点と線（2007年11月、テレビ朝日）女子高生役

### 雑誌
- Cawaii!

### CM
- チロルチョコのパッケージ
- アサヒペン（2007年-）
- ルミナス神戸2（2007年-）
- エルジオさんのCM

### その他
- 「開成教育セミナー」スチール